# Alessia Santeramo
Alessia Santeramo (Barletta, 2 ottobre 1998) è una scacchista italiana, Maestro FIDE Femminile, campionessa italiana femminile nel 2014.

## Carriera

### Giovanili e juniores
Comincia a giocare a scacchi a 8 anni, è stata Campionessa italiana giovanile nelle categorie U10 (2008), U12 (2010) e U16 (2013).
Nel 2014 partecipa al Campionato Europeo U16 di Batumi classificandosi al settimo posto. 
Nel 2015 il terzo posto al Campionato italiano femminile di Giovinazzo le vale il titolo di Campionessa Italiana U20.
Nel 2016 partecipa al Campionato Mondiale U18 di Khanty Mansiysk, Russia. Partita con il numero 27 del tabellone, i 6 punti ottenuti con 4 vittorie, 4 patte e 3 sconfitte le valgono il 19º posto finale. Lo stesso anno si laurea Campionessa italiana femminile U18 a Perugia, valevole all'epoca come Campionato Juniores.
Nel 2017 diviene Campionessa italiana femminile Under 20 per la seconda volta, durante il Campionato italiano femminile di Cosenza.

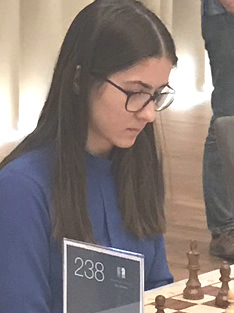
Alessia Santeramo a Karlsruhe durante il Grenke Chess Open 2019

### Risultati individuali
Nel 2014 a Fano si laurea Campionessa italiana femminile.
Nel 2015 si classifica al terzo posto al Campionato italiano femminile di Giovinazzo. 
Nel 2017 è Campionessa italiana femminile Blitz e Rapid. Sale sul gradino più basso del podio al campionato italiano femminile di Cosenza.
Nel 2019 è vice-campionessa italiana femminile, dopo aver vinto lo spareggio con Tea Gueci durante il campionato italiano femminile di Padova.

### Eventi a squadre
Ottiene tre secondi posti al Campionato italiano a squadre femminile nel 2012, nel 2015 e nel 2016 rispettivamente con Scacchisti.it, Cielo D'Alcamo Scacchi e con Lazio Scacchi.
Negli anni 2017, 2018 e 2019 vince il Campionato Italiano a squadre femminile con "Caissa Italia Pentole Agnelli".

### Nazionale
Nel 2015 fa parte della Nazionale italiana che partecipa al Campionato europeo a squadre femminile di Reykjavík. Schierata come riserva, disputa 6 partite nei 9 turni previsti, ottenendo 3 vittorie e 3 patte, per una percentuale del 75% che le vale la medaglia d'argento tra le riserve.
Nel 2016 rappresenta l'Italia alle Olimpiadi degli scacchi nella 42ª edizione di Baku, Azerbaigian. Riserva anche in questa occasione, gioca 4 partite negli 11 turni previsti, ottenendo +1 =0 -3.

### Punteggio Elo
Ha raggiunto il suo massimo punteggio Elo nell'ottobre 2014, 2217, che l'ha resa la U20 n.47 al mondo nella lista FIDE. Pochi mesi più tardi le viene riconosciuto il titolo di Maestro FIDE Femminile.

### Divulgazione degli scacchi sul web
Alessia Santeramo è attiva sul web dove pubblica contenuti in lingua inglese sugli scacchi. Sui social ha iniziato nel 2020 come streamer su Twitch, per poi dedicarsi principalmente a Youtube, pubblicando video di sue partite a tavolino e online, nonché commentando partite altrui e collaborando con altri creator scacchisti come Levy Rozman, Anna Cramling e Alexandra Botez. Ha collaborato con il sito di scacchi Kasparov Chess per cui ha realizzato alcune videolezioni